# Concorso apparente di norme
L'espressione concorso apparente di norme (o conflitto apparente di norme), nel diritto penale italiano, si riferisce ai casi nei quali la medesima azione è prevista e punita da più di una norma. Tali casi sono disciplinati dall'art. 15, codice penale, il quale stabilisce che "quando più leggi penali o più disposizioni della medesima legge penale regolano la stessa materia, la legge o la disposizione di legge speciale deroga alla legge o alla disposizione di legge generale, salvo che sia altrimenti stabilito".
La ratio di tale disciplina è escludere che al colpevole venga applicato il regime del concorso di reati in modo ingiustificato.
Nello stabilire la regola di cui sopra, il legislatore italiano ha accolto il cosiddetto criterio di specialità, secondo il quale lex specialis derogat legi generali. Un esempio è quello tra rapina e violenza privata.
Resta però da discutere cosa si intenda esattamente per "stessa materia". Secondo un primo orientamento, sostenuto da una costante giurisprudenza, tale espressione allude all'identità o omogeneità del bene giuridico tutelato dalla fattispecie. L'applicazione di siffatto criterio porterebbe però a concludere che, nell'esempio riportato sopra, il colpevole di rapina venga accusato anche di violenza privata.
Altro orientamento ha invece posto l'attenzione su di un'analisi "in concreto" del concetto di stessa materia. La specialità "in concreto" non richiederebbe il rapporto "genere" a "specie" proprio della specialità in senso classico, ma analizzerebbe le norme applicabili alla condotta scegliendo, per l'appunto, quella che in concreto si attagli meglio al caso specifico. Tale orientamento, minoritario, paga però il fatto di non essere un criterio che dirime conflitti tra norme, ma tra fatti e norme. Tra norme un rapporto di specialità o esiste, o non esiste (come afferma Fiandaca - Musco) e non può dipendere dal verificarsi del fatto concreto.

## Approfondimento
La constatazione dei problemi scaturenti dall'espressione "stessa materia" ha portato la dottrina a discutere su ulteriori criteri, oltre a quello di specialità, in grado di offrire soluzioni più adeguate al fenomeno di concorso apparente di norme.
Secondo Fiandaca e Musco, il criterio di sussidiarietà sarebbe in grado di individuare una relazione fra norme che prevedono gradi diversi di offesa al medesimo bene giuridico: ad esempio, fra la contravvenzione di atti contrari alla pubblica decenza e il delitto di atti osceni. In tali casi, la norma che prevede l'offesa più grave andrebbe applicata in sostituzione della fattispecie che prevede un'offesa di grado minore.
Ulteriore criterio è quello di "consunzione" (assorbimento). Esso afferma che, quando la commissione di un reato è solitamente accompagnata dalla commissione di un secondo, ulteriore reato (si pensi a una truffa commessa millantando credito), la comune valutazione sociale porta a escludere che al medesimo soggetto possano essere addebitati ambo i reati: in tutti questi casi andrebbe solo applicata la norma che prevede la pena più grave. Secondo Mantovani, tale criterio sarebbe l'espressione di un principio più generale, detto appunto "ne bis in idem" sostanziale, accolto dal legislatore penale in sede di disciplina del concorso di norme penali.

### Testi normativi
- s:Codice penale